# Phaselia algiricaria
Phaselia algiricaria là một loài bướm đêm trong họ Geometridae.